# Comuna Poienarii Burchii, Prahova
Poienarii Burchii este o comună în județul Prahova, Muntenia, România, formată din satele Cărbunari, Ologeni, Piorești, Podu Văleni, Poienarii Burchii (reședința), Poienarii Vechi, Poienarii-Rali și Tătărăi.

## Așezare
Comuna se află în zona de câmpie din sud-vestul județului, la limita cu județele Dâmbovița și Ilfov, la vărsarea Cricovului Dulce în râul Ialomița. Șoseaua județeană DJ101G o leagă spre nord de Șirna și Tinosu, iar spre vest de Cornești (județul Dâmbovița, unde se termină în DN1A). DJ101A duce spre nord tot la Șirna, dar spre sud către Periș (județul Ilfov). Din această șosea se ramifică la Podu Văleni DJ101E, care o leagă spre est de Gorgota.

## Demografie
Componența etnică a comunei Poienarii Burchii
     Români (91,41%)
     Alte etnii (0,3%)
     Necunoscută (8,29%)
Componența confesională a comunei Poienarii Burchii
     Ortodocși (86,66%)
     Penticostali (3,3%)
     Alte religii (0,97%)
     Necunoscută (9,07%)
Conform recensământului efectuat în 2021, populația comunei Poienarii Burchii se ridică la 4.631 de locuitori, în scădere față de recensământul anterior din 2011, când fuseseră înregistrați 5.163 de locuitori. Majoritatea locuitorilor sunt români (91,41%), iar pentru 8,29% nu se cunoaște apartenența etnică. Din punct de vedere confesional, majoritatea locuitorilor sunt ortodocși (86,66%), cu o minoritate de penticostali (3,3%), iar pentru 9,07% nu se cunoaște apartenența confesională.

## Politică și administrație
Comuna Poienarii Burchii este administrată de un primar și un consiliu local compus din 13 consilieri. Primarul, Alexandru-Ionuț Gheorghe[*], de la Partidul Național Liberal, este în funcție din 1 noiembrie 2024. Începând cu alegerile locale din 2024, consiliul local are următoarea componență pe partide politice:
|  | Partid                          | Consilieri | Componența Consiliului | Componența Consiliului | Componența Consiliului | Componența Consiliului | Componența Consiliului |
|  | ------------------------------- | ---------- | ---------------------- | ---------------------- | ---------------------- | ---------------------- | ---------------------- |
|  | Partidul Național Liberal       | 5          |                        |                        |                        |                        |                        |
|  | Partidul Social Democrat        | 4          |                        |                        |                        |                        |                        |
|  | Partidul Puterii Umaniste       | 3          |                        |                        |                        |                        |                        |
|  | Alianța pentru Unirea Românilor | 1          |                        |                        |                        |                        |                        |

## Istorie
Satul Poienarii Burchii este atestat documentar din 21 septembrie 1594, pe fosta moșie Poeana care a aparținut doamnei Stanca, soția domnului Țării Românești Mihai Viteazul (1593 - 1601).
La sfârșitul secolului al XIX-lea, pe teritoriul actual al comunei se aflau mai multe unități administrative. Comuna Poienarii Burchii avea pe atunci doar satele Poienarii Burchii și Podu Văleni și făcea parte din plasa Crivina din județul Prahova; ea avea 1359 de locuitori, o școală înființată în 1870 în care învățau 45 de elevi și 2 biserici — una în fiecare din cele două sate. Comuna Poienarii Rali era formată doar din satul omonim, care avea 774 de locuitori locuind în 160 de case, o școală mixtă cu 69 de elevi (din care 15 fete), o moară cu aburi și o biserică fondată la 1865 de Iancu și Gheorghe Andreescu. Comuna Tătărăi era parte a plășii Ialomița din județul Dâmbovița, avea în compoziție satele Tătărăi, Ologeni și Poenari, totalizând 1029 de locuitori; avea o școală, 2 biserici ortodoxe, o moară de apă și o pivă. Satul Poenarii Vechi (denumit Poenari) făcea parte din comuna Poienarii Apostoli, iar satele Cărbunari și Piorești au apărut în secolul al XX-lea ca parte a comunei Poenarii Burchii. În 1938, comuna Tătărăi s-a regăsit în plasa Bilciurești a județului Dâmbovița, iar celelalte comune, în aceeași configurație, în plasa Câmpul din județul Prahova.
În 1950, județele s-au desființat, iar comuna Tătărăi a fost arondată raionului Răcari din regiunea București, în vreme ce celelalte comune, Poienarii Burchii, Poienarii Rali și Poienarii Apostoli au fost arondate raionului Ploiești din regiunea Prahova, și apoi (din 1952) din regiunea Ploiești. În 1968, județele au fost reînființate, iar comunele Tătărăi și Poienarii Rali au fost desființate și incluse în comuna Poienarii Burchii, în vreme ce comuna Poienarii Apostoli a fost împărțită între comuna Gorgota și comuna Poienarii Burchii (care a preluat satul Poienarii Vechi).